# Kids Alive
Kids Alive（キッズ・アライヴ）は日本のバンドである。グループ名は「KIDS ALIVE」とも表記される。

## 概要
Akihiro、Yuta、Keijiの3人からなるバンドで、1998年に北海道芦別市で結成される。2000年にインディーズで1作のシングルを発表したのち、2001年にシングル『雨』でメジャーデビューを果たす。デビュー時、メンバー全員が現役の高校生であった。このデビューを機に彼らは活動の拠点を北海道から東京に移す。同じく2001年、シングル『ボクらの冒険』がヒットし、オリコンによるチャートで30位を記録する。翌年の2002年には彼らの唯一のアルバムとなる『3 Colors Infinity』を発表した。2003年、シングル『ふたりの季節〜North Point〜』を発表後、活動休止となった。

## メンバー
Akihiro - ベース担当
1983年8月22日生まれで本名は山村明弘。ブラー、ストレイ・キャッツ、アッシュといったバンドを好んでいる。
Yuta - ボーカル担当
1984年5月25日生まれで本名は相原憂太。好んでいるバンドはグリーン・デイ。彼はバンドの活動休止後、ホストに転身しており、のちにclub Princeという現役ホストによる音楽グループを結成した。club Princeでは「Yuga」という名前を使用している。なお、club Princeは2007年にメジャーデビューしている。
Keiji - ギター担当
1983年7月7日生まれで本名は管野浩司。好んでいるバンドはビートルズ。本名でclub Princeに楽曲提供を行っている。

## 作品

### シングル
- 『NEW DREAM』（2000年11月25日）
- 1.NEW DREAM
- 2.BREAK ～子供の愛～
- 3.ヤングパンク
- ※インディーズ作品

1. 『雨』（2001年2月28日）オリコン97位
  1. 雨[4:09]
作詞・作曲：Keiji／編曲：Kids Alive・朝三“sammy”憲一
  2. LOVE CONDITION[4:15]
作詞・作曲：Keiji／編曲：Kids Alive・朝三“sammy”憲一
  3. 雨(TV MIX)[4:09]
  4. LOVE CONDITION(TV MIX)[4:13]
2. 『Top Speed』（2001年5月23日）
  1. Top Speed[3:46]
作詞：Keiji・jam／作曲：Keiji／編曲：Kids Alive・朝三“sammy”憲一
  2. 君がもういない[4:30]
作詞：Yuta・jam／作曲：Keiji／編曲：Kids Alive・朝三“sammy”憲一
  3. Top Speed [TV MIX][3:46]
  4. 君がもういない [TV MIX][4:29]
3. 『サマーバケーション〜ボクらは運命共同体＼(*^-^*)／〜』（2001年8月8日）
  1. サマーバケーション 〜ボクらは運命共同体＼(*^-^*)/〜[3:47]
作詞：Keiji／作曲：Keiji・朝三“sammy”憲一／編曲：Kids Alive・朝三“sammy”憲一
  2. 無心な世界[4:09]
作詞：Keiji・Jam／作曲：Keiji・朝三“sammy”憲一／編曲：Kids Alive・朝三“sammy”憲一
  3. オレンジの 『そら』[4:04]
作詞：Yuta・久保田洋司／作曲：Akihiro・朝三“sammy”憲一／編曲：Kids Alive・朝三“sammy”憲一
  4. サマーバケーション 〜ボクらは運命共同体＼(*^-^*)/〜 (TV MIX)[3:47]
  5. 無心な世界 (TV MIX)[4:09]
  6. オレンジの 『そら』 (TV MIX)[4:01]
4. 『ボクらの冒険』（2001年11月14日）オリコン最高順位30位
  1. ボクらの冒険[3:56]
作詞：Keiji／作曲：Keiji・朝三“sammy”憲一／編曲：Kids Alive・朝三“sammy”憲一
  2. Reign Heart[4:09]
作詞：Keiji・Jam／作曲：Keiji／編曲：Kids Alive・朝三“sammy”憲一
  3. ボクらの冒険 (TV MIX)[3:56]
  4. Reign Heart (TV MIX)[4:05]
5. 『Never mind』（2002年5月9日）CCCD
  1. Never mind[3:50]
作詞・作曲：Keiji／編曲：Kids Alive・朝三“sammy”憲一
  2. Dear...[3:42]
作詞：Yuta／作曲：Keiji・朝三“sammy”憲一／編曲：Kids Alive・朝三“sammy”憲一
  3. Never mind 〔TV MIX〕[3:49]
  4. Dear... 〔TV MIX〕[3:42]
6. 『2nd STAGE』（2002年11月7日）オリコン100位
  1. 2nd STAGE[4:05]
作詞：Keiji・市川喜康／作曲：Keiji
  2. シグナル[5:13]
作詞・作曲：Keiji
  3. 2nd STAGE 〔TV MIX〕[4:05]
  4. シグナル 〔TV MIX〕[5:10]
7. 『ふたりの季節 〜North Point〜』（2003年2月5日）CCCD。オリコン200位
  1. ふたりの季節 〜North Point〜[5:14]
作詞・作曲：Keiji／編曲：Kids Alive・五十嵐淳一
  2. away[4:52]
作詞・作曲：Keiji／編曲：Kids Alive
  3. ふたりの季節 〜North Point〜 (TV MIX)[5:14]
  4. away (TV MIX)[4:51]

### アルバム
1. 『3 Colors Infinity』（2002年1月23日）オリコン79位
  1. ボクらの冒険[3:55]
  2. 雨[4:09]
  3. Ready Go![4:00]
  4. ふんわり[3:28]
  5. Go! Go! タートル!![3:05]
  6. Song for Lover[5:38]
  7. Top Speed[3:46]
  8. 星になったキミへ…[4:58]
  9. サマーバケーション 〜ボクらは運命共同体＼(*^_^*)/〜[3:45]
  10. 「スペシャルロケット」[3:50]
  11. ありがとう[4:53]

### 参加作品
1. 『TVアニメーション「ヒカルの碁」オリジナルサウンドトラックアルバム「ヒカルの碁 音楽撰 遥かなる高みへ」』（2002年01月23日）
29.ボクらの冒険＜tv-size＞
2. 『「ヒカルの碁」ドラマアルバム「ヒカルの碁－それぞれの季節－」』(2002年12月18日)
5.ボクラの冒険
3. 『ヒカルの碁 主題歌全集 -ベスト オブ ヒカルの碁-』(2003年03月05日)
2.ボクラの冒険
4. 『SINGLE HITS COLLECTION〜BEST OF avex anime〜GOLD』(2003年12月17日)
9.ボクラの冒険

## タイアップ
| 雨                                                  | 音楽番組『HEY!HEY!HEY! MUSIC CHAMP』 エンディングテーマ          |
| Top Speed                                           | ミズノ「スーパースター」 コマーシャルソング                      |
| Top Speed                                           | バラエティ番組『e-girl』 エンディングテーマ                      |
| サマーバケーション〜ボクらは運命共同体＼(*^-^*)／〜 | バラエティ番組『ワンダフル』 エンディングテーマ                  |
| ボクらの冒険                                        | テレビアニメ『ヒカルの碁』 エンディングテーマ                    |
| ボクらの冒険                                        | 音楽番組『倫敦音楽館 Lon-mu』 オープニングテーマ                 |
| Never mind                                          | バラエティ番組『オフレコ!』 エンディングテーマ                   |
| 2nd STAGE                                           | テレビアニメ『ハングリーハート WILD STRIKER』 オープニングテーマ |
| ふたりの季節〜North Point〜                         | テレビドラマ『ノースポイント』 主題歌                            |

## 参考資料
- BARKS / Kids Alive
- CDJournal.com / Kids Alive
- Listen Japan / Kids Alive
- OnGen / Kids Alive
- 夢チカ18公式サイト / 2001年3月30日の放送内容
- club Prince公式サイト / PROFILE